# Элеонора Толедская
Элеонора Толедская (исп. Leonor de Toledo, итал. Eleonora di Toledo, донья Леонор Альварес де Толедо-и-Осорио; 1522, Толедо — 17 декабря 1562, Пиза) — первая жена Козимо I Медичи, герцогиня Флорентийская, мать герцогов Франческо I и Фердинандо I, бабушка французской королевы Марии Медичи.
Модель знаменитого Портрета Элеоноры Толедской с сыном кисти Аньоло Бронзино.

## Биография
Элеонора — вторая дочь вице-короля Неаполя, дона Педро Альвареса де Толедо, сына второго герцога Альбы. (Печально известный в истории Нидерландов 3-й герцог Альба приходился Элеоноре двоюродным братом).
В 1539 году в возрасте 17 лет она была выдана замуж за Козимо I Медичи. Ему, получившему титул герцога незадолго до своей женитьбы на Элеоноре, пришлась очень кстати поддержка могущественного тестя. (Первоначально Козимо хотел жениться на вдове своего предшественника на престоле Алессандро Медичи — внебрачной дочери императора Карла V Маргарите Пармской, однако та отказалась, и предложила другую невесту, связанную с империей). Элеонора благодаря своему отцу обеспечила Медичи надёжную связь с Испанией, в то время контролировавшей значительную часть Италии, дав тем самым возможность Козимо продемонстрировать свою лояльность и доверие Испании и заслужив этим вывод испанских войск из провинции. За Элеонорой, которая славилась ослепительной красотой, также дали огромное приданое.
Брак по доверенности состоялся 29 марта 1539 года, затем 11 июня Элеонора отплыла из Неаполя в сопровождении брата Гарсии. 22 июня они прибыли в Ливорно, в то же утро Элеонора отправилась в Пизу и на полпути состоялась ее встреча с Козимо. 29 июля состоялся торжественный въезд невесты в город, затем была отпразднована грандиозная официальная свадьба.
Поначалу не признанная народом иностранка быстро завоевала всеобщее доверие. С одной стороны, Элеонора прославилась как меценат за помощь, оказываемую художникам, с другой стороны, благодаря ревностной испанской католичке во Флоренции появились иезуиты и было построено много храмов. Обладая хорошими организаторскими способностями, она пользовалась доверием и у мужа, который часто оставлял её регентом на время своего отсутствия.
Супруги были примером долгой и мирной семейной жизни, герцог ни разу не был замечен за публичными изменами. Традиционная религиозная пара, которой были Козимо и Элеонора, также подчеркивали их отличие от предыдущего правления Алессандро Медичи, отличавшегося разгульной жизнью. Элеонора была единственным человеком, имевшим влияние на темпераментного герцога.
Предполагается, что в 1550-х годах Элеонора заболела туберкулезом и стала меньше появляться на публике, окончательно затворившись в 1560 году. Скончалась от малярии в возрасте 40 лет вместе с двумя своими сыновьями (см. ниже).
Вскоре после её смерти Козимо завел официальную любовницу Элеонору дельи Альбици, а после женился морганатическим браком на Камилле Мартелли.

## Дети

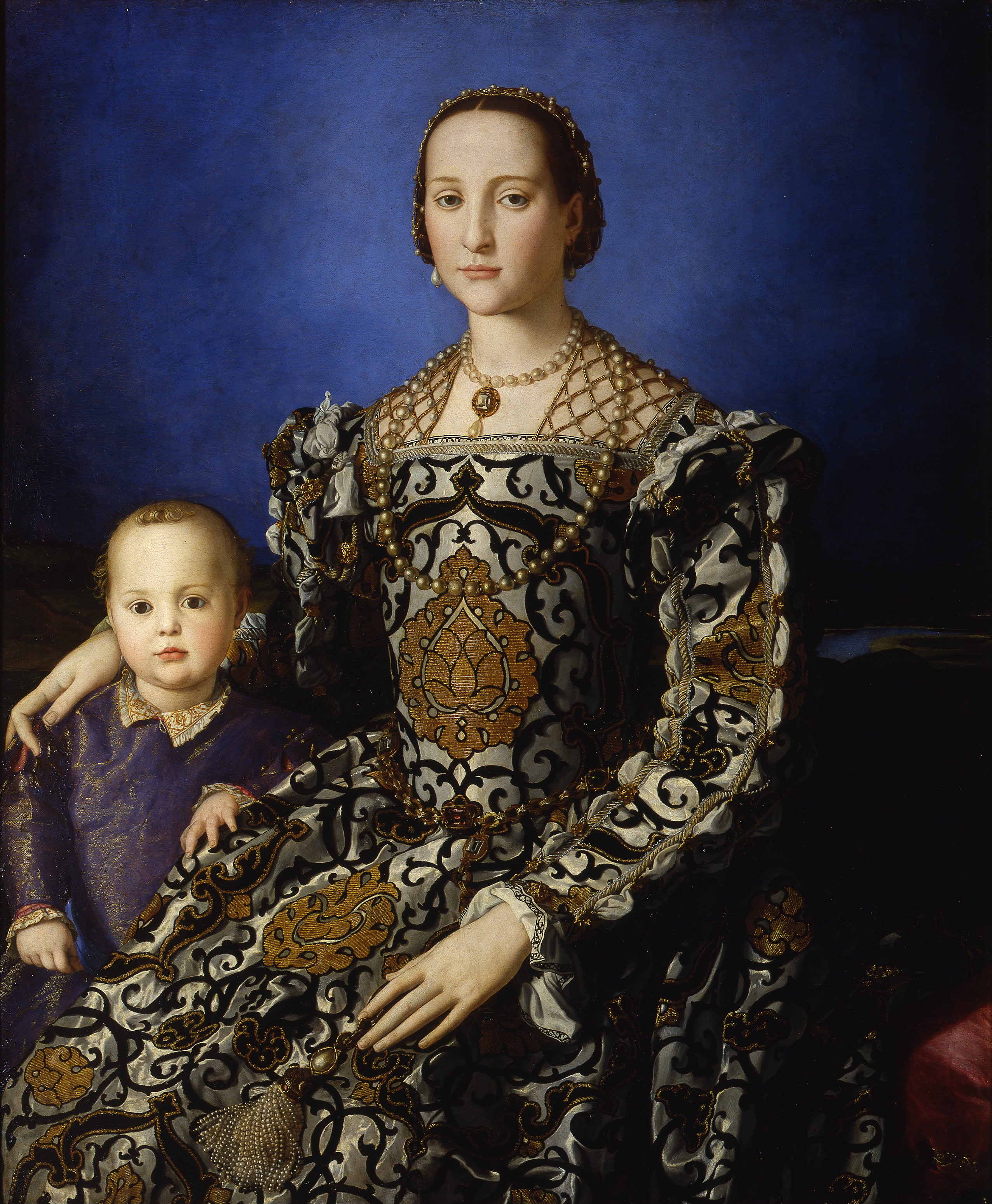
Портрет Элеоноры Толедской с сыном работы Аньоло Бронзино

У Элеоноры и Козимо было 11 детей, включая 5 сыновей, достигших совершеннолетия (Франческо, Джованни, Гарция, Фердинандо и Пьетро). До этого династии Медичи угрожало угасание из-за отсутствия наследников. Произведя на свет многочисленное потомство, Элеонора обеспечила силу и процветание Тосканы. Её дочери вышли замуж за представителей лучших домов Италии. Два её сына — Франческо и Фердинандо — правили как герцоги Тосканы.
1. Мария (1540—1557)
2. Франческо (1541—1587), великий герцог Тосканский
3. Изабелла (1542—1576), в браке с Паоло Джордано Орсини
4. Джованни (1543—1562), кардинал, апостольский администратор Пизы
5. Лукреция (1545—1561), герцогиня Феррарская и Моденская
6. Пьетро (Педриччо) (1546—1547)
7. Гарсия (1547—1562)
8. Антонио (1548)
9. Фердинандо (1549—1609), кардинал, затем великий герцог Тосканский
10. Анна (1553)
11. Пьетро (1554—1604)

Однако с детьми Козимо и Элеоноры были связаны многочисленные трагические слухи. Из них лишь три сына, Франческо, Фердинанд и Пьетро, дожили до зрелых лет, остальные дети умерли совсем молодыми. Молва утверждала, что в 1557 году Козимо убил старшую дочь Марию, за то, что она полюбила пажа, когда уже была помолвлена — официально её смерть наступила от малярии. Третья дочь, Лукреция, по слухам, была отравлена в 1561 году по повелению своего мужа герцога Феррарского за супружескую измену — хотя достоверно известно, что Лукреция умерла от туберкулёза. В 1562 году старшие сыновья Элеоноры Гарсия и Джованни скончались совсем молодыми; ходили слухи, что младший убил старшего и за это сам был задушен отцом, после чего Элеонора помешалась от горя и умерла — по официальной версии, все трое умерли от малярии (что подтвердила недавняя эксгумация).
Уже после смерти Элеоноры её вторая дочь, Изабелла, умерла в 1576 году от перемежающейся лихорадки. Сразу после смерти Изабеллы поползли слухи, что её удавил муж за нарушение супружеской верности; в действительности же за несколько дней до смерти Изабеллы другой сын Элеоноры, Пьетро, задушил поводком для собаки за измену свою жену Леонору Толедскую (которая воспитывалась в доме Элеоноры с детства, будучи дочерью её брата, следующего сицилийского вице-короля Гарсии Альвареса де Толедо). Пьетро был изгнан. Сын Элеоноры герцог Тосканы Франческо и его вторая жена Бьянка были отравлены (современная экспертиза останков это подтвердила), по мнению современников, это было сделано младшим братом Фердинандом, унаследовавшим престол Флоренции.

## В искусстве
- Портрет Элеоноры Толедской с сыном работы Аньоло Бронзино, а также множество других изображений его кисти (см. список[17]).
- Бронзино расписал её капеллу в Палаццо Веккьо в 1540—1545 годах.

## Комментарии
1. ↑  Однако титула «Великой герцогини Тосканской» она не носила, так как скончалась ранее, чем её супругу был дарован титул великого герцога.